# Shinigami

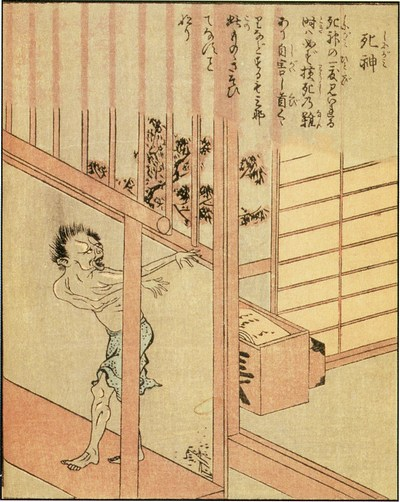
Shinigami, di Takehara Shunsensai, 1841.

Uno shinigami (死神? letteralmente "divinità della morte") è una personificazione della morte nella mitologia giapponese, un equivalente del "tristo mietitore" occidentale; quella occidentale, inoltre, è una figura singola, mentre gli shinigami sono, appunto, degli dei e pertanto molteplici. Lo shinigami vive in ambienti legati alla morte o alla sventura, e a differenza di altri yōkai non ha bisogno di nutrirsi in alcun modo, poiché esistono solo per perpetuare la morte.

## Tradizioni
La mitologia degli shinigami è piuttosto recente, in quanto non sembra esistesse prima del periodo Meiji: molto probabilmente si tratta di un mito importato dall'Europa.
La figura fu adottata molto rapidamente in Giappone, e compare ad esempio nell'opera rakugo Shinigami (probabilmente basata sull'opera italiana Crispino e la Comare, a sua volta basata sul racconto Comare Morte dei fratelli Grimm) e nell'Ehon Hyaku Monogatari ("Libro illustrato di cento storie") di Shunsen Takehara. Secondo altri, però, il mito potrebbe essere stato importato dalla Cina: secondo il critico letterario Masao Azuma, in origine non c'era alcun culto della morte in Giappone.

## Descrizione e comportamento
"Shinigami" è un termine ampio che si riferisce agli spiriti e ai morti che danneggiano i vivi in generale; il loro aspetto solitamente è sempre simile; ciò che li caratterizza maggiormente è la loro carnagione grigio-scura, che fa tornare alla mente quella di un cadavere in decomposizione, con caratteristiche orribili. Sebbene il loro nome racchiuda la parola "kami" (termine usato per definire ogni tipo di figura divina) la loro natura più che assomigliare a quella di un dio sembra essere molto simile a quella degli spiriti malvagi. Gli shinigami sono attratti dalla morte in tutte le sue forme; si nascondono e vivono nel corpo di defunti morti di recente. Nascono e crescono in aree contaminate dal male, specialmente in luoghi in cui si sono verificati molteplici omicidi o suicidi. Sono soliti infestare aree impure in cerca di umani da cacciare.
Gli shinigami sono spiriti della possessione (o tsukimono), che perseguitano gli esseri umani e ne alterano totalmente il comportamento. Le loro vittime impazziscono, mostrando chiari segni di schizofrenia e diventando ossessionate dalla morte e dal desiderio di suicidarsi. Quest'ultimo aumenta sempre di più grazie al fatto che gli shinigami tendono a far risuonare nella testa della vittima migliaia di pensieri negativi o di accaduti parecchio traumatizzanti. Questi "kami" tendono a prendere possesso di persone particolarmente malvagie, tuttavia chiunque sia abbastanza sfortunato da vedere una volta nella vita uno shinigami, sarà destinato a subire una morte dolorosa, innaturale e violenta. 
Le diverse aree locali del Giappone hanno superstizioni parecchio diverse riguardo agli shinigami: ad esempio, nella prefettura di Kumamoto si ritiene che chiunque partecipi ad una veglia notturna con il cadavere di un defunto sarà successivamente seguito a casa da uno shinigami. Al ritorno a casa, per evitare di essere posseduto, il malcapitato dovrà prendere una ciotola di riso o una tazza di tè e sdraiarsi per dormire.
In Cina ci sono figure simili al mietitore di anime, chiamate Somujo o Koshinin, il cui compito è portare gli spiriti al Meifu (la Terra dei Morti).

## Origini
Gli shinigami sono legati ad una comune credenza popolare secondo la quale dal male nasce sempre e solo male. Se ad esempio in una determinata area si verifica un omicidio di massa o un suicidio, seguendo questo ragionamento quella zona sarà destinata ad accogliere solo futuri omicidi e suicidi. Lo spargimento di sangue e sventura in una determinata zona possono ripetersi più e più volte, fino a quando un'area non viene purificata ritualmente e le anime di eventuali vittime placate. Questo tema è presente anche in antiche leggende come il racconto Heikei, nelle storie di fantasmi medievali e persino nelle leggende metropolitane e nei film moderni. Gli shinigami sono una parte fondamentale di questo ciclo di sventura;  le anime malvagie dei morti chiamano le anime pure dei vivi, incitandole a commettere maggiori atrocità. Se non adeguatamente esorcizzato, questo circolo di morte può durare per sempre.

## Shinigami nel mondo dei manga
Ultimamente gli shinigami stanno acquistando popolarità anche al di fuori del Giappone, grazie al successo di svariati manga e anime, fra cui: Death Note, Naruto, Bleach, Soul Eater, Kuroshitsuji (Black Butler), Mobile Suit Gundam MS IGLOO, Shinigami no Ballad, Yami no matsuei, Dakara boku wa, H ga dekinai., Noragami, Full Moon - Canto d'amore e, successivamente, Kyokai no Rinne, dove queste figure hanno ruoli principali.